# Dinocampus coccinellae
Dinocampus coccinellae (лат.) — вид наездников семейства браконид (Braconidae).

## Описание
Длина до 4 мм. Тело тёмно-коричневое, за исключением первого сегмента брюшка. Голова светло-коричневая, широкая, с большими тёмными глазами. Усики имеют 14 сегментов. Птеростигмы на передних крыльях полукруглые и относительно велики. Самцы стройнее и темнее самок.

## Распространение
Вид распространён в Голарктике и Австралии. Встречается в тех же средах, что и божьи коровки (Coccinellidae). Двухточечная коровка (Adalia bipunctata) и десятиточечная коровка (Adalia decempunctata), видимо, невосприимчивы к этому паразиту.

## Размножение
Паразитирует более чем на 50 видах, в основном на семействе Coccinellidae. Самка откладывает от 100 до 200 яиц. Личинка поедает жировую и соединительную ткани и половые органы хозяина. Яйцо развивается 5-7 дней. Развитие личинки в тёплое время года занимает 18-27 дней, может зимовать в теле жука. Пройдя 4 личиночные стадии, перед тем, как покинуть тело хозяина, личинка перегрызает все 6 нервов, ведущих к ногам, парализуя его. Кокон плетётся в ногах хозяина, а предупреждающая окраска божьей коровки отпугивает от кокона хищников. Куколка развивается 6-9 дней. До стадии куколки развивается от 0 до 14,7 % отложенных яиц в зависимости от вида хозяина. Два поколения в году.